# Sebastian Dorn
Sebastian Dorn (* 23. April 1705 in Wöhrd, heute Nürnberg; † 10. November 1778 in Nürnberg) war ein deutscher Kupferstecher.

## Leben
Sebastian Dorn wurde 1705 als Sohn des Büchsenmachers und Stahlschneiders Christoph Dorn geboren. Im Oktober 1725 heiratete er Magdalena Christina Glaser. Das Paar bekam acht Söhne und sieben Töchter.
Dorn widmete sich insbesondere dem Stich von Landkarten. Bei Johann Baptist Homann sind 23 von ihm signierte Karten nachgewiesen. Außerdem hat er für den Verleger Johann Christian Sigismund Koppe Bilder gestochen, mit denen die deutsche Ausgabe von Description de la Chine et de la Tartarie chinoise illustriert ist.